# Stavceanî, Nova Ușîțea
Stavceanî (în ucraineană Ставчани) este localitatea de reședință a comunei Stavceanî din raionul Nova Ușîțea, regiunea Hmelnîțkîi, Ucraina.

## Demografie
Componența lingvistică a localității Stavceanî
     Ucraineană (85,14%)
     Rusă (14,86%)
Conform recensământului din 2001, majoritatea populației localității Stavceanî era vorbitoare de ucraineană (85,14%), existând în minoritate și vorbitori de rusă (14,86%).